# Docent
Docent (niem. Dozent od łac. docens „uczący”) – stanowisko w szkołach wyższych i instytutach naukowych dla pracowników dydaktycznych.

## W Polsce
W okresie Polski przedwojennej oraz w Polsce Ludowej do 1987 roku docentura była stanowiskiem pośrednim pomiędzy adiunktem a profesorem nadzwyczajnym. Z wyjątkiem lat 1965–1969 tytuł ten przyznawany był osobom posiadającym stopień doktora habilitowanego. Po wydarzeniach marcowych 1968 władze polityczne PRL uznały, że trzeba do uczelni wprowadzić nowe osoby jako pracowników naukowych. Z powodu tych okoliczności znaczną liczbę doktorów piastujących stanowiska adiunktów mianowano docentami – nazywano ich pogardliwie marcowymi docentami.
Od 1 października 2005 roku stanowisko docenta na uczelniach było uregulowane ustawą Prawo o szkolnictwie wyższym z 27 lipca 2005 r. Ustawa ta w art. 110 ust. 4 dopuszczała (w drodze odpowiedniego zapisu w statutach poszczególnych uczelni) wprowadzenia fakultatywnego stanowiska docenta w grupie pracowników dydaktycznych danej uczelni. Osoba taka powinna posiadać stopień doktora, a jej prawa i obowiązki są podobne jak na stanowisku starszego wykładowcy. W uczelniach morskich na stanowisku docenta mogła być zatrudniona osoba posiadająca tylko stopień naukowy doktora oraz najwyższy stopień morski (art. 114 ust. 8). Od 1 października 2011 roku możliwość zatrudniania na stanowisku docenta została zlikwidowana.
W instytutach PAN stanowisko docenta zostało wprowadzone dla pracowników naukowo-badawczych ustawą o PAN w 1960 roku i utrzymane dla pracowników naukowych instytutów PAN w latach 1997–2010. W roku 2010 stanowisko docenta w instytutach badawczych (w tym instytutach PAN) zostało zmienione na stanowisko profesora nadzwyczajnego.
Docentem tytułowano zwyczajowo doktorów habilitowanych, a obecnie pracowników naukowych posiadających ten stopień, w okresie przed uzyskaniem stanowiska profesora nadzwyczajnego (lub tytułu profesora) grzecznościowo tytułuje się profesorem.

## W innych krajach
W innych systemach prawnych osoba posiadająca habilitację uzyskiwała zwykle stanowisko docenta formalnie wskazujące, że w przyszłości może uzyskać stanowisko, tytuł i pełnić funkcję profesora akademickiego.
W Prusach stanowisko Privatdozent – „docenta prywatnego”, wprowadzone po reformie uniwersytetów niemieckich w początkach XIX w. oznaczało, że osoba ta miała prawo wykładania na danym fakultecie, ale w odróżnieniu od profesora utrzymywana była ze składek studentów, a nie z funduszy uczelni.
W byłym ZSRR i aktualnie w Rosji docent to także najniższy z czterech tytułów naukowych. Kolejne tytuły to: profesor, członek korespondent, akademik.
W Szwecji tytuł docenta (docent, dawniej: oavlönad docent) nie jest stanowiskiem, lecz przyznawany jest na całe życie jako najwyższy stopień naukowy. Jego otrzymanie wymaga międzynarodowej reputacji badawczej i dorobku po doktoracie, sprawdzanych przez komisję kwalifikacyjną.